# Fotbal Club Sportul Studențesc Bucarest
Maillots
Actualités
Le FC Sportul Studențesc Bucarest est la section football du club omnisports roumain Clubul Sportul Studențesc Bucarest basé à Bucarest.

## Historique
- 1916 : fondation du club sous le nom de Sporting Club Universitar Studențesc Bucarest
- 1919 : le club est renommé Sportul Studențesc Bucarest
- 1937 : 1re participation au championnat de 1re division (saison 1937-1938)
- 1945 : le club est renommé Sparta Bucarest
- 1947 : fermeture du club
- 1948 : refondation sous le nom de Centrul Universitar Bucarest
- 1954 : fusion avec le IA Bucarest en Știința Bucarest
- 1966 : le club est renommé Politehnica Bucarest
- 1969 : le club est renommé FC Sportul Studențesc Bucarest
- 1976 : 1re participation à une Coupe d'Europe (C3, saison 1976-1977)

### Palmarès
| Compétitions nationales | Compétitions internationales |
| - Championnat de Roumanie (D1) - Vice-champion : 1986. - Championnat de Roumanie (D2) - Champion : 1937, 1972, 2001, 2004. - Vice-champion : 1980, 2001. - Coupe de Roumanie - Finaliste : 1939, 1943, 1979. | - Coupe des Balkans - Vainqueur : 1980. - Finaliste : 1977. - Coupe UEFA / Ligue Europa - Meilleure performance : huitième de finaliste en 1988. |

## Logos du club

Logo no 1
Logo no 2
Logo no 3

## Équipementiers
| Saisons   | Équipementiers |
| 2010-2011 | Puma           |

## Anciens joueurs
- Owusu Benson
- Gheorghe Bucur
- Gheorghe Ceausila
- Marcel Coraș
- Costin Curelea
- Gheorghe Hagi
- Gino Iorgulescu
- Costin Lazăr
- Ionuț Mazilu
- Răzvan Lucescu
- Dumitru Moraru
- Alex Nyarko
- Bogdan Pătrașcu
- Mircea Rădulescu
- Mircea Sandu
- Constantin Stănici
- Ștefan Stănculescu
- Marius Șumudică
- Dumitru Teodorescu
- Dacian Varga